# Gnophomyia subobliterata
Gnophomyia subobliterata is een tweevleugelige uit de familie steltmuggen (Limoniidae). De soort komt voor in het Neotropisch gebied.